# 구형구축
구형구축(球型拘縮, capsular contracture)은 유방삽입물이식 수술을 받은 뒤 삽입물 주변에 피막이 과도하게 생겨 딱딱해지는 부작용이다.
인체의 이물질에 대한 면역 체계의 반응이다. 의학적으로는 주로 유방 임플란트 및 인공 관절 보철물의 합병증과 관련하여 발생한다.
피막 수축의 발생은 촘촘하게 짜여진 콜라겐 섬유의 피막 형성에 이어 발생한다. 구형구축은 콜라겐 섬유 캡슐이 풍선껌 거품이 붕괴되는 것처럼 유방 보형물을 수축, 조이고 압축할 때 발생한다. 이는 고통스럽고 불편할 수 있으며 유방 보형물과 유방의 미관을 왜곡시킬 수 있는 의학적 합병증이다. 구형 구축의 원인은 알려져 있지 않지만 발생에 공통적인 요인으로는 박테리아 오염, 유방 보형물 껍질의 파열, 실리콘 겔 충전물의 누출, 혈종 등이 있다.
더욱이 구형 구축은 환자의 신체 온전성과 건강을 보호하는 면역 체계의 결과이기 때문에 초기 발생에 필요한 교정 수술 후에도 재발할 수 있다.